# 永煤集团
河南煤业化工集团永煤公司（前稱為永城煤电集团有限责任公司），河南煤業化工集團旗下公司，位于商丘市，是在1989年成立，主要業務生產煤電、煤化工、发供电、轴承机械、钼业开采、铁矿开采、矾业开采。現任董事長陳祥恩。
2009年，和另外3家企業合併，組成河南煤業化工集團。
2020年11月，其發行的10億元人民幣270天期的超短融「20永煤SCP003」，原應10日兌付本息，但因公司流動資金緊張，未能按期足額償付本息，已構成實質性違約。這是繼遼寧華晨汽車、瀋陽盛京能源後，又一地方國企的債券毫無徵兆違約。

## 連結
- 河南省煤业化工集团永煤公司 （页面存档备份，存于）
- 河南煤业化工集团：在兼并重组中提升竞争力 中国矿产资源整合律师网 （页面存档备份，存于）